# 주의력 경제
주의력 경제(영어:Attention economics, 또는 '관심경제', '주목경제')는 인간의 주의력을 희소한 상품이자 자원으로 보고 다양한 정보 관리 문제와 경제 현상을 설명하려는 경제학 이론이자 접근법이다. 미국의 철학자 매슈 크로포드(Matthew Crawford)는 "주의력은 오직 사람들만이 많이 가지고 있는 자원이다."라고 말했다.
  '우리 모두는 '관심의 경제'에 살고 있다. 이 새로운 경제사회에는 자본과 노동력, 정보와 지식 등 모든 것이 충분하다. 사업을 시작하는 것, 소비자와 시장에 다가가는 것, 전략을 세우는 것, 웹 사이트를 만드는 것, 광고를 제작하는 것도 쉽다. 부족한 것은 바로 사람의 관심이다.' -《관심의 경제학》, 18쪽
현대사회에 이르러 정보가 풍부해지고 언제든지 이용할 수 있게 되자, 주의력은 정보를 수용하는 데에 한계 요소로 작용하게 되었다. 사람들은 다양한 정보를 지각하게 되는데, 그 가운데 특정한 정보에 관심을 기울이게 되고, 그에 따라 행동을 할 것인지 말 것이지를 결정하게 된다. 따라서 관심이 없으면 행동이 일어날 확률도 그만큼 떨어지게 된다. 주의력의 가장 중요한 기능은 정보를 받아들이는 것이 아니라, 정보를 선별하는 것이다.
이러한 특징을 인지한 플랫폼과 애플리케이션 개발자들은 사용자가 그들의 플랫폼을 떠나는 걸 막기위해, 최대한 사용자의 주의력을 끌고자 한다. 일례로 플랫폼 개발자들은 사용자의 과거 웹 검색 기록 등을 기반으로 사용자가 관심을 가지는 것, 많이 참여가 예측되는 콘텐츠가 더 자주 보이도록 알고리즘을 조정하고 있다.

## 배경 이론
심리학, 인지과학, 신경과학 등의 광범위한 분야의 연구를 통해 인간이 가진 주의력은 제한적임이 밝혀졌다. 주의력은 인간의 신체적 한계 때문이 무한한 공급이 불가능하며, 따라서 이 '희소한' 주의력을 어떻게 사용할지가 문제로 떠올랐다.

### 역사
주의력 경제의 개념은 심리학자이자 경제학자인 허버트 사이먼이 처음으로 이론화했다.
정보가 무엇을 소비하는지는 분명하다. 바로 정보수용자의 주의력이다. 따라서 정보가 넘쳐나면 주의력은 부족하게 된다. 풍부한 정보의 양은 주의력의 부족을 가져왔고, 이 때문에 수용자의 주의력이 적재적소에 효율적으로 쓰일 수 있도록 분배할 필요성이 대두되었다. (Simon 1971) 
하버트 사이먼은 정보 시스템의 많은 설계자들이 그들의 디자인 문제를 주의력의 부족보다는 정보의 부족으로 잘못 인지했다고 평가했다. 그는 설계자들이 사람들에게 더욱 더 많은 정보를 제공하는 데 탁월한 시스템은 만들었지만, 사람들에게 진짜 필요한 정보를 선별해주는 시스템 만드는 데에는 소홀했다고 지적했다.  (Simon 1971)
정보 과부하 문제에 대한 사이먼의 선구적 작업은 이후 1990년대 중반 토마스 데이븐포트(Thomas H. Davenport)와 마이클 골드하버(Michael Goldhaber)와 같은 학자가 '주의력 경제(attention economy, economics of attention)'란 단어로 활용했으며, 이는 정보 소비 분석 분야에서 점점 인기를 얻고 있다.
몇몇 연구자들은 향후 '주의력'을 거래하는 것이 화폐 경제를 대체할 것으로 전망하기도 한다. ( Goldhaber 1997, Franck 1999 ).

## 관련 서적
- 존 벡·토마스 H. 데이븐포트 지음,《관심의 경제학 - 정보 비만과 관심 결핍의 시대를 사는 새로운 관점》, 이동현·김병조·권기환 옮김, 2006년
- 팀 우 지음, 《주목하지 않을 권리 - 당신의 관심을 은근슬쩍 사고파는 광고 산업에 대항할 유일한 방법》, 안진환 옮김, 알키, 2016년
- 매슈 크로포드 지음,《당신의 머리 밖 세상-몰입을 방해하는 시대에 대한 보고서》, 노승영 옮김, 문학동네, 2019년
- 크리스 샤퍼 지음, 《데이터, 민주주의를 조작하다 - 빅데이터 알고리즘은 어떻게 여론을 만들고 역사의 경로를 바꾸는가》, 김선 옮김, 힐데와소피, 2020년